# Ave Maria – En Plein Air
Albums de Tarja Turunen
Left in the Dark
(2014) The Brightest Void
(2016)
Singles
1. Ave Maria (Paolo Tosti)
Sortie : 13 août 2015

Ave Maria – En Plein Air est le cinquième et premier album studio de musique classique de la chanteuse finlandaise Tarja Turunen et est publié le 11 septembre 2015. Il est enregistré  du 21 au 23 novembre 2011 dans l'église de la Croix des plaines à Seinäjoki en Finlande,.
EarMUSIC, le label de la chanteuse, annonce l'existence de l'album le 22 juillet 2015,. Le nouvel opus de Tarja Turunen est promu par un teaser le 6 août et par la sortie, le 13 août, d'un clip vidéo ou la soprano interprète l'Ave Maria de Paolo Tosti.
Pour Turunen cet album est très important car « il représente son long parcours dans la musique classique et dans ses connaissances de chanteuse lyrique ».

## Liste des pistes
| 1.    | Ave Maria (de Paolo Tosti)         | 3:51 |
| 2.    | Ave Maria (de Axel von Kothen)     | 3:00 |
| 3.    | Ave Maria (de David Popper)        | 3:45 |
| 4.    | Ave Maria (de Camille Saint-Saëns) | 4:27 |
| 5.    | Ave Maria (de Astor Piazzolla)     | 5:13 |
| 6.    | Ave Maria (de J.S. Bach/Gounod)    | 2:46 |
| 7.    | Ave Maria (de Pietro Mascagni)     | 3:29 |
| 8.    | Ave Maria (de Ferenc Farkas)       | 2:16 |
| 9.    | Ave Maria (de Vladimir Vavilov)    | 4:12 |
| 10.   | Ave Maria (Michael Hoppé)          | 3:21 |
| 11.   | Ave Maria (de Charles-Marie Widor) | 3:28 |
| 12.   | Ave Maria (de Tarja Turunen)       | 5:11 |
| 45:34 |                                    |      |

## Crédits
- Tarja Turunen - soprano
- Kalevi Kiviniemi - orgue[1],[2]
- Marius Järvi - violoncelle[3]
- Kirsi Kiviharju - harpe[3]